# Melissa Mehraban
Melissa Mehraban (persisch ملیسا مهربان; * 25. September 1984), auch bekannt als Mellica Mehraban und Melisa Meraban, ist eine iranisch-dänische Schauspielerin.

## Leben und Karriere
Melissa Mehraban (auch: Melisa Mehraban, Farsi: ملیکا مهربان (ملیسا مهربان)) Sie hat einen Bachelorabschluss in Film and Theater. Sie hat in zwei Fernsehserien und mehreren Kurzfilmen mitgespielt. Der Kurzfilm Mina, in dem Mellica Mehraban die Hauptrolle spielt, wurde am 15. Oktober 2010 auf arte gezeigt. Für diese Rolle erhielt sie eine lobende Erwähnung beim Europäischen Kurzfilmfestival Köln 2009. Im selben Jahr wurde die dänische Serie The Protectors, in deren 17. und 18. Folge sie mitspielt, mit einem Emmy Award in der Kategorie Dramaserie International ausgezeichnet. Ihren ersten großen Spielfilmauftritt hatte sie 2009 in der weiblichen Hauptrolle im Film Fox Hunting im Iran. 2010 war Fox Hunting neben vier weiteren Filmen Gewinner beim DetectiveFEST in Moskau in der Kategorie Feature Detective Film. Darüber hinaus hat Mellica Mehraban dort für die Darstellung der Veronica in Fox Hunting in der Kategorie Antiheld gewonnen.
Laerke Posselt aus Dänemark hat für ein Porträt von Mellica Mehraban den World Press Photo Award 2011 in der Kategorie Porträts erhalten.

## Filmografie
- 2004: Big Money, Desperate Life[7] – Regie: Derek
- 2004: It is all about love[7] – Regie: Thomas Winterberg
- 2005: In impotence Fathom[7] – Regie: S. Javadi
- 2005: Women and music[7] – Regie: Kim Koch
- 2006: A movie about life[7] – Regie: Anne Sofie Røresgaard
- 2007: The Killing (Forbrydelsen, Fernsehserie)[7]
- 2007: Fighter[7] – Regie: Natasha Arthy
- 2007: As a family[7][8] – Regie: Perminda Singh
- 2008: Mina (Kurzfilm) – Regie: Mette Kæregaard
- 2010: The Protectors (Livvagterne, Fernsehserie) – Regie: Mikkel Seerup
- 2011: Fox Hunting (Kurzfilm) – Regie: Majid Javanmard